# USS LST-405
O USS LST-405 foi um navio de guerra norte-americano da classe LST que operou durante a Segunda Guerra Mundial.